# Seven Sun (schip, 2016)
De SEVEN SUN is een pijpenlegger uit een serie van vier offshorewerkschepen, die voor Subsea 7 in langdurig timecharter van Petrobras worden ingezet op de diepzee olievelden voor de Braziliaanse kust. De schepen zijn door Huisman in Schiedam uitgerust met een kantelbare pijplegtoren met een houdkracht van 550 ton voor het installeren van flexibele pijpleidingen met diameters van 50 tot 647.6 mm. Het pijpenlegsysteem heeft twee carrousels onderdeks met een opslagcapaciteit van 1500 en 2500 ton. Het schip kan over de gehele wereld worden ingezet, in water dat tot maximaal zo'n 3000 meter diep is. Het blijft dan op haar plaats door middel van twee dynamisch positioneringssystemen.
De zusterschepen door Royal IHC gebouwd zijn:
- 'Seven Waves' (bouwnummer 727, IMO 9649029)
- 'Seven Rio' (bouwnummer 731, IMO 9710878)
- 'Seven Sun' (bouwnummer 733, IMO 9710969)
- 'Seven Cruzeiro' (bouwnummer 735, IMO 9710880)